# Stor-Gåstjärnen (Alanäs socken, Jämtland)
Stor-Gåstjärnen är en sjö i Strömsunds kommun i Jämtland och ingår i Ångermanälvens huvudavrinningsområde. Sjön har en area på 0,137 kvadratkilometer och ligger 319 meter över havet.

## Delavrinningsområde
Stor-Gåstjärnen ingår i det delavrinningsområde (711869-148648) som SMHI kallar för Inloppet i Trångvattnet. Medelhöjden är 338 meter över havet och ytan är 24,23 kvadratkilometer. Räknas de 7 avrinningsområdena uppströms in blir den ackumulerade arean 78,46 kvadratkilometer. Kvarnån (Dammån) som avvattnar avrinningsområdet har biflödesordning 4, vilket innebär att vattnet flödar genom totalt 4 vattendrag innan det når havet efter 219 kilometer. Avrinningsområdet består mestadels av skog (84 procent). Avrinningsområdet har 0,14 kvadratkilometer vattenytor vilket ger det en sjöprocent på 0,6 procent.